# Quentin Craufurd
Pour les articles homonymes, voir Craufurd.
Quintin Craufurd dit Quentin Craufurd, né à Kilwinning (Écosse) le 22 septembre 1743 et mort à Paris le 23 novembre 1819, est un homme d'affaires et écrivain britannique. Fortuné, il vécut entre l'Inde et la France, où proche du parti royaliste durant la Révolution, il intrigua.

## Biographie
Dans sa jeunesse, Craufurd, qui appartient à une famille de baronnets écossais, entre, à 18 ans, au service de la Compagnie britannique des Indes orientales (East Indian Company) et réside principalement en Inde. Il devient un temps quartier-maître général du comptoir de la Compagnie à Manille, après la victoire des Britanniques sur l'Espagne. Avant 1780, il y accumule une fortune considérable, puis décide, après un tour d'Europe, de venir, vers 1783, s'installer à Paris. Durant son dernier séjour indien, il croise Eleanore Sullivan, l'épouse d'un officier d'origine irlandaise : elle devient sa maîtresse et le suit à Paris. Le couple s'installe à l'hôtel Rouillé d’Orfeuil, au 12 [ou 18] rue de Clichy, à côté du Tivoli. 
D'après Gustave Bord, dans son ouvrage Autour du Temple, Craufurd est difficile à cerner : il joua peut-être le rôle d’agent politique secret du gouvernement anglais à Paris pendant les années qui ont précédé la Révolution, peut-être en lien avec l'ambassadeur de Grande-Bretagne en France, le duc de Dorset, fréquentant sans doute le café de Valois, faisant bonne figure dans l’aristocratie qui s’amusait, tenant un salon rue de Clichy, et fut enfin fort bien accueilli à Versailles et, cependant, côtoyant un milieu nettement hostile à la Cour, la société de Mme de Staël, de Talleyrand — avec lequel il va se lier —, des Ségur, des Narbonne, des Noailles.
Craufurd se pique d'analyses économiques et devient conseiller pour les marchés financiers. Il publie régulièrement des notes quant à la santé de certaines compagnies coloniales qu'il connait bien, à une époque de grandes spéculations boursières sous Louis XVI. 
Le premier ouvrage de Craufurd remonte à l'année 1790 et est publié à Londres ; cet essai revient sur son expérience indienne et propose un vaste panorama du sub-continent. Ses contacts avec des personnalités britanniques restent obscurs. Avant 1789, il semble qu'il soit présenté au cercle de la reine Marie-Antoinette par le biais de lord Strathavon (1761-1853). C'est également à Versailles que Craufurd croise Axel de Fersen. Ce dernier devient l'amant d'Eleanore. Le trio demeure proche du cercle de la reine après les débuts de la Révolution. Début juin 1791, par le biais de Craufurd, Eleonore obtient la somme de 300 000 livres, qu'elle remet à Fersen pour organiser ce qui deviendra l'affaire de la fuite de Varennes. Le couple Craufurd arrive à Bruxelles le 19 juin, attend la famille royale, puis découvre peu après le scandale. En décembre suivant, revenus à Paris en toute discrétion, ils hébergent Fersen sous un faux nom, puis en avril 1792, décident de quitter Paris pour les Pays-Bas autrichiens, non sans avoir pu rendre visite à la reine au Temple. 
Le couple erre dans toute l'Europe pendant près de dix ans. Depuis Bruxelles, il rejoint Aix-la-Chapelle en 1794, puis Francfort en 1796 et enfin Vienne jusqu'en 1802. Craufurd devient l'agent officiel de William Eden, 1er baron Auckland. Il apporte du secours aux émigrés en détresse qui lui confient des anecdotes et des manuscrits. La paix d'Amiens signée, il est radié de la liste des émigrés et se précipite à Paris : rendu au 12 rue de Clichy, il ne découvre de sa maison que ruine. C'est alors que Sullivan et lui décident de se marier légitimement. C'est à l'ambassade d'Angleterre que Craufurd récupère une partie de ses fonds. En 1804, Pierre Marie Desmaret note dans un rapport de surveillance à propos du couple : « Madame est une femme intrigante d’un mauvais génie et dangereuse, se prononçant d’une manière impertinente contre le Gouvernement français et tout ce qui y tient. Monsieur est un homme usé qui est sous la dépendance de cette dame, mais personnellement est estimé pour son caractère doux et son commerce aisé. Il a près d’un million placé dans nos fonds. Il est en liaison avec M. de Talleyrand et sa société, et n’est rien moins qu’exalté contre le nom et le Gouvernement français ».
En 1804, après son mariage, il achète au futur prince de Monaco, Honoré V, l'hôtel de Matignon : y sont organisées des fêtes somptueuses, orchestrées par Talleyrand, qui tente ainsi d'amadouer le ressentiment de l'Empereur à l'égard du couple ; peine perdue : Eleanora devient la confidente de Joséphine de Beauharnais.
En 1807, Talleyrand lui rachète l'hôtel de Matignon pour 600 000 francs et lui donne en échange, l'hôtel de Créquy [?] de la rue d'Anjou. Il accumule une collection de tableaux, dont des portraits remontant à l'époque de Louis XIV. Sa bibliothèque, imposante, était également renommée,.
En 1809, il fait imprimer à ses frais les Mélanges d'histoire, de littérature, tirés du journal de Madame du Hausset, qui fut la première femme de Chambre de Madame de Pompadour, ouvrage qu'il distribue à titre privé. 
Protégé par Talleyrand, il vécut tranquillement sous l'Empire en son hôtel particulier situé au niveau de l'actuel numéro 21 de la rue d'Anjou (détruit en 1851). 
Le traité du 20 novembre 1815 accroit encore plus sa fortune : le duc de Wellington appuya sa demande de remboursement au deux-tiers des rentes que Craufurd avait accumulé, soit plus de 25 ans d'arriérés. Par le duc encore, il récupéra de nombreux biens qu'il lui avaient été confisqués durant la Révolution.
Le 28 novembre 1819 eut lieu son enterrement au cimetière du Père-Lachaise (tombeau visible) : après une cérémonie liée au culte protestant, suivirent les ambassadeurs d'Angleterre, de Naples, d'Espagne, de Hollande, et les ducs de Guiche, de Grammont, de Polignac et bien sûr le prince de Talleyrand. 
Les jours suivant, son neveu, le « chevalier James-Cregan Craufurd », apprend qu'il est déshérité, et, rendu rue d'Anjou, en vient aux mains avec les domestiques de son oncle ; des coups sont portés et le chevalier est condamné à six mois de prison, puis, par la suite s'en prend à Élie Decazes, ministre favori du roi, dans un climat politique tendu.
Une partie des collections furent vendues à Paris en plusieurs vacations, sous le marteau de Grégoire-Hippolyte de la Roche et de Charles, fils d'Alexandre Joseph Paillet, jusqu'au 20 novembre 1820 : l'étude de son inventaire établie par J. Gratiot en donne une idée de l'étendue, de la variété et de la richesse.
Eleanore Sullivan vécut jusqu'à sa mort en 1833, dans l'hôtel de la rue d'Anjou.

## Ouvrages publiés
- (en) Sketches chiefly relating to the history, religion, learning and manners of the Hindoos, with a concise account of the present state of native powers of Hindostan, Londres, Cadell, 1790.
  - traduit en français par Anne-Pierre de Montesquiou-Fézensac : Esquisses de l'histoire, de la religion, des sciences et des mœurs des Indiens, avec un exposé très court de l'état politique actuel des puissances de l'Inde, Dresde, Impr. électorale, 1791.
- Histoire de la Bastille, avec un appendice contenant entr'autres choses une discussion sur le prisonnier au masque de fer, s.l., 1798.
- Essais sur la littérature française, écrits pour l'usage d'une dame étrangère, compatriote de l'auteur, s.l., 1803, 2 vol.
  - réédition : à Paris, L.-G. Michaud, 1815.
- Essai historique sur le docteur Swift et sur son influence dans le gouvernement de la Grande-Bretagne depuis 1710 jusqu'à la mort de la reine Anne en 1714, suivi de notices historiques sur plusieurs personnages d'Angleterre, célèbres dans les affaires et les lettres, Paris, 1808.
- Mélanges d'histoire, de littérature, etc., tirés d'un porte-feuille [le Journal de Mme Du Hausset], Paris, 1809.
  - réédition augmentée : Collection des Mémoires relatifs à la Révolution française (par MM. Saint-Albin Berville et F. Barrière). 2. Mémoires de Madame Du Hausset, femme de chambre de Mme de Pompadour, avec des notes et des éclaircissemens historiques, Paris, Baudouin, 1824.
  - réédition moderne : Mémoires de Madame Du Hausset sur Louis XV et Madame de Pompadour, présentée et annotée par Jean-Pierre Guicciardi, Paris, Mercure de France, 1985.
- (en) On Pericles and the art in Greece, previously to and during the time he flourished, being a chapter of a manuscript essay on the history of Greece, from the earliest account of that country down to the end of the Peloponnesian war, Londres, T. Cadell and W. Davies, 1815.
- (en) Researches concerning the laws, theology, learning, commerce, etc. of ancient and modern India, Londres, T. Cadell and W. Davies, 1817.
- Notice pour M. Quintin Craufurd, sur les entreprises criminelles de sir James-Gregan Craufurd, son neveu, [Paris], impr. de [Jules-Louis-Melchior] Porthmann, [1810-1819].
- Notices sur Mesdames de La Vallière, de Montespan, de Fontanges et de Maintenon, extraites du Catalogue raisonné de la collection de portraits de M. Craufurd, Paris : impr. de J. Gratiot, 1818.
- Notices sur Agnès Sorrel, Diane de Poitiers et Gabrielle d'Etrées, depuis duchesse de Beaufort, extraites du Catalogue raisonné de la collection de portraits de M. Craufurd, Paris, impr. de J. Gratiot, 1819.
- Notices sur Marie Stuart, reine d'Ecosse, et sur Marie-Antoinette, reine de France ; extraites du Catalogue raisonné de la collection de portraits de M. Craufurd, Paris : impr. de J. Gratiot, 1819.